# سانتياغو مويانو
سانتياغو مويانو (بالإسبانية: Santiago Moyano)‏ هو لاعب كرة قدم أرجنتيني، ولد في 23 سبتمبر 1997. لعب مع تاليريس كوردوبا.

## روابط خارجية
- سانتياغو مويانو على موقع قاعدة بيانات كرة القدم.إي يو (الإنجليزية)
- سانتياغو مويانو على موقع Soccerway.com (الإنجليزية)